# Colne Engaine
Colne Engaine is een civil parish in het bestuurlijke gebied Braintree, in het Engelse graafschap Essex.